# 阿比特龍
阿比特龍是一种含氮有机化合物，分子式C24H31NO，属于甾体类化合物，衍生物有前列腺癌药物醋酸阿比特龍等。